# 大山田パーキングエリア
大山田パーキングエリア（おおやまだパーキングエリア）は、三重県桑名市の東名阪自動車道上にあるパーキングエリアである。
1975年（昭和50年）10月の開業当初はトイレのみの設置だった。その後リニューアル化され、1997年（平成9年）に売店（スナック・ショッピング・コンビニエンスストア等）の開業や、駐車場・トイレが増設された。
当PAにスマートインターチェンジを併設予定であり、2024年9月6日付で国土交通省により新規事業化された。

## 道路
- E23 東名阪自動車道

## 施設

### 上り線（名古屋方面）

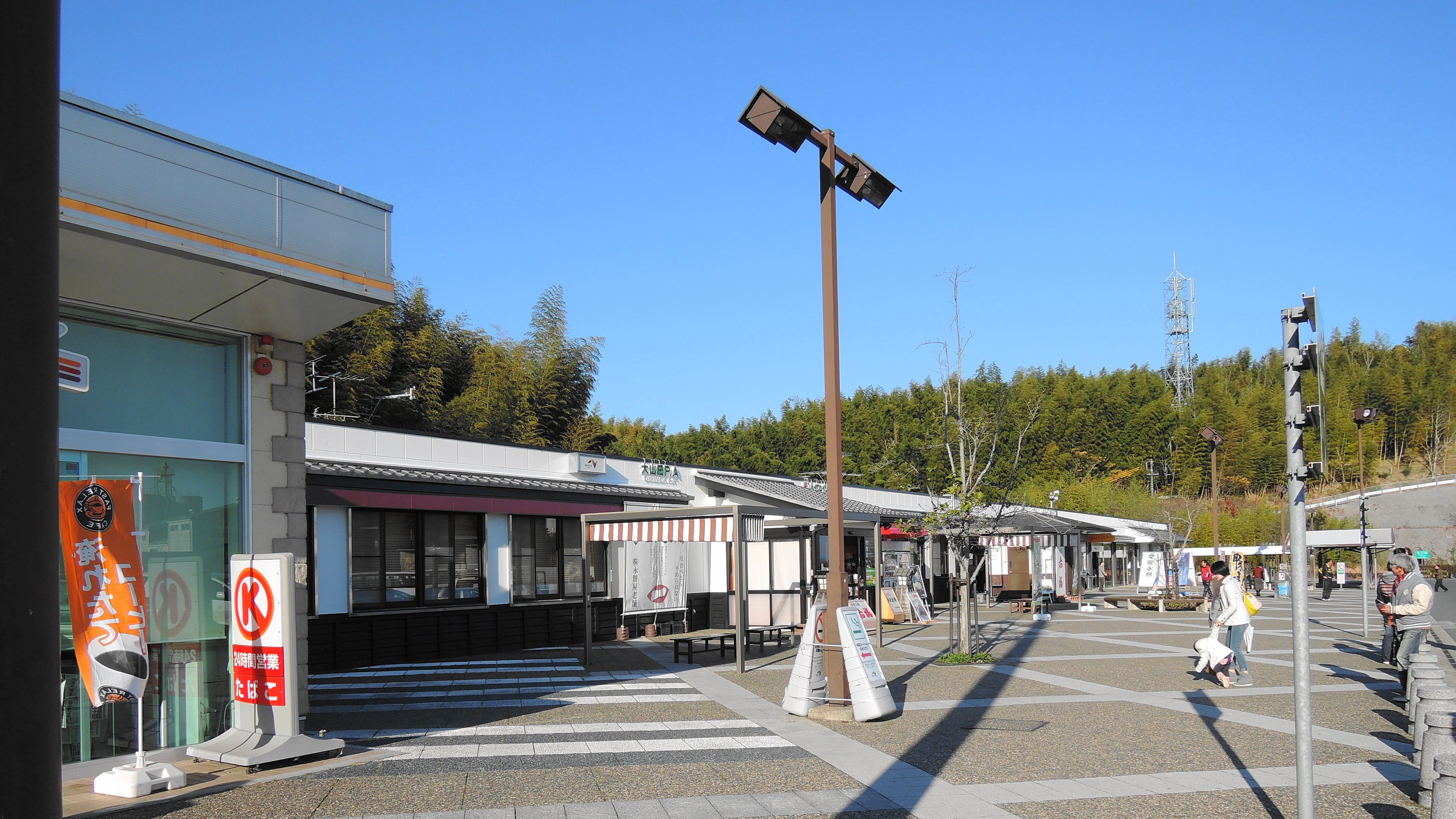
上り施設

- 駐車場
  - 大型：43台
  - 小型：87台
- トイレ
東名阪道やその先の名二環・名古屋高速道路には当エリアを過ぎると休憩施設は存在しない。このため、PA入口手前に「トイレは早めに」という標示がある。
  - 男性：大6（和式1・洋式5）・小14
  - 女性：25（和式1・洋式24）　
    - 同伴の男児用：3
    - 幼児用洋式トイレ：6

  - 車椅子用：1
- スナック（7:00 - 20:00）
- ショッピング（7:00 - 20:00）
- コンビニエンスストア ファミリーマート（24時間）
  - ゼロバンクATM（三十三銀行管理）
- ハイウェイ情報ターミナル
- 自動販売機

### 下り線（亀山方面）
- 駐車場
  - 大型：43台
  - 小型：88台
- トイレ
  - 男性：大5（和式1・洋式5）・小14
  - 女性：25（和式1・洋式24）
    - 同伴の男児用：3
    - 幼児用洋式トイレ：6

  - 車椅子用 1
- スナック（7:00 - 20:00）
- ショッピング（7:00 - 20:00）

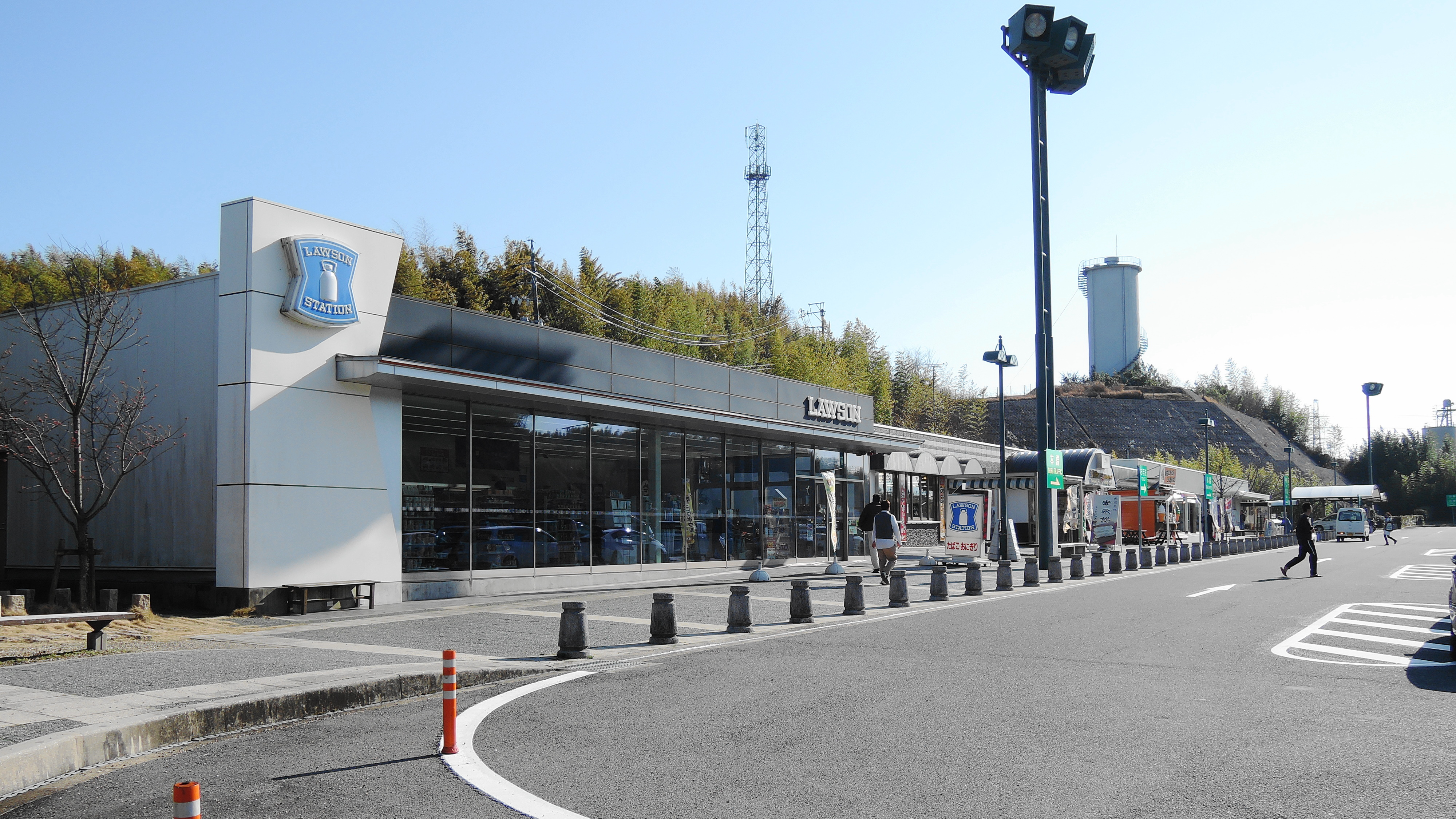
下り施設

- コンビニエンスストア ローソン（24時間）
  - JAバンクATM（三重北農業協同組合（JAみえきた）管理・播磨支店ローソン大山田パーキングエリア下り店ATMコーナー）
    - これは、三重県にはローソン・エイティエム・ネットワークスが展開・設置されていないためであり、現時点では高速道路上で唯一のJAバンクATMである。
- 自動販売機

## 隣
E23 東名阪自動車道
(28) 桑名東IC - 大山田PA/SIC（SICは事業中） - (29) 桑名IC